# Ixodes elongatus
Ixodes elongatus este o specie de căpușe din genul Ixodes, familia Ixodidae, descrisă de Bedford în anul 1929. Conform Catalogue of Life specia Ixodes elongatus nu are subspecii cunoscute.